# Gerhard Potuznik
Gerhard Potuznik – austriacki producent muzyki elektronicznej.
Tworzeniem muzyki zajmuje się od wczesnych lat 80. Karierę producenta rozpoczął w 1988, podejmując współpracę z wydawnictwem Gig Records. Następnie wraz z Patrickiem Pulsingerem wydał kilka płyt nakładem wytwórni Cheap Records. Zdobywając reputację także poza rodzimym Wiedniem, zaczął współpracować z kolejnymi twórcami. W połowie lat 90. działał jako producent w grupie Chicks on Speed.